# Rathaus (Neuburg an der Donau)

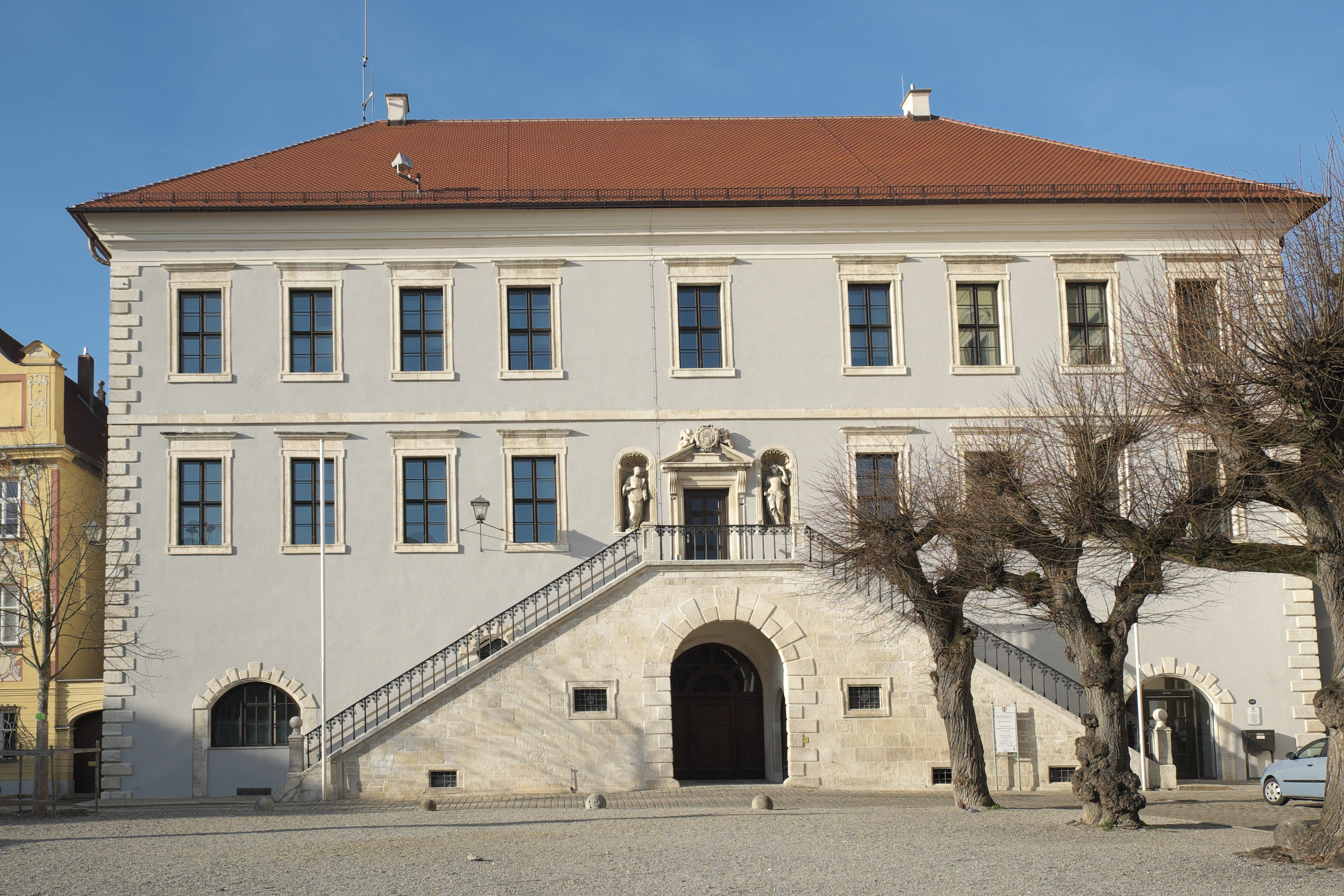
Rathaus (2014)

Das Rathaus in Neuburg an der Donau, einer Großen Kreisstadt und Sitz der Kreisverwaltung des oberbayerischen Landkreises Neuburg-Schrobenhausen, wurde von 1603 bis 1609 erbaut. Das Rathaus am Karlsplatz ist ein geschütztes Baudenkmal.

## Geschichte und Beschreibung
Der Renaissancebau wurde durch den Graubündner Baumeister Gilg Vältin nach Plänen des kaiserlichen Hofmalers Joseph Heintz d. Ä. und des Hofbaumeisters Alexander Pasqualini errichtet. Das Obergeschoss wurde von 1640 bis 1642 durch Johann Serro erneuert. Der dreigeschossige Walmdachbau mit doppelläufiger Freitreppe besitzt ein Portal mit seitlichen Figurennischen. Die Figuren symbolisieren Ceres und Justitia. Im gesprengten Giebel über dem Portal befindet sich das Stadtwappen.
Nachdem bei Kriegsende im Jahr 1945 das Rathaus durch Brand beschädigt worden war, erfolgte in den Jahren 1948/49 der Wiederaufbau. Im Erdgeschoss befindet sich heute die städtische Kunstgalerie.